# Domenico Massenzio
Domenico Massenzio (* um 1585 in Ronciglione; † 23. Oktober 1657 in Rom) war ein italienischer Komponist.

## Leben
Massenzio erhielt als Kind an San Luigi dei Francesi unter Giovanni Bernardino Nanino eine musikalisch-praktische und kompositorische Ausbildung. 1601 wurde er wegen seines Stimmbruchs dort entlassen, kehrte aber 1604 als Tenor zurück. Zunächst wollte er wohl seine Karriere als Sänger fortsetzen, denn im Jahre 1608 und ein weiteres Mal 1616 konkurrierte um einen Platz in der Capella pontificia – allerdings vergeblich. 1610/11 wirkte er einige Monate in der Cappella Giulia. 
Am Seminario Romano, wo er seit 1606 Theologie studiert hatte, trat er 1612 die Nachfolge von Giovanni Francesco Anerio als Kapellmeister an. Dieselbe Position hielt er an der Jesuitenkirche Il Gesù. Nachdem Massenzio dort im September 1612 seine erste Messe gelesen hatte, erhielt er ein Kanonikat an der Stiftskirche seiner Heimatstadt. 
Am 16. November 1619 erhielt Massenzio eine Pfründe an Santa Maria in Via Lata erhalten, wo er seine eigentliche Lebensstellung fand, zuletzt als Dekan des Stiftskapitels. Diese Sinekure äußert sich in seiner umfangreichen kompositorischen Produktion und deren Veröffentlichung.

## Werke (Auswahl)
- Completorium integrum 8v. opus octavum, 1630
- Psalmodia vespertina 8v. opus nonum, 1631
- Sacri mottetti a due et a piu voci da potersi cantare sì da voci ordinarie come ancora da Monache libro quinto, opera decima, 1631
- Salmi vespertini a quattro voci intieri concertati, e seguiti libro terzo, opera undecima, 1632
- Libro quarto de’ salmi per il vespero seguiti a dui chori opera duodecima, 1634
- Quinto libro de salmi vespertini a cinque voci intieri opera quintadecima, 1635
- Libro sesto de salmi Davidici, vespertini intieri, a quattro opera decimasesta, 1636
- Davidica psalmodia vespertina integra quaternis vocibus liber septimus, opus XVII, 1643